# Национально-освободительная война в Никарагуа
Национально-освободительная война в Никарагуа (исп. Guerra de liberación nacional en Nicaragua) — вооружённый конфликт на территории Никарагуа, вызванный американской оккупацией страны.

## Предыстория
Никарагуа была оккупирована американскими морскими пехотинцами со времён гражданской войны 1912 года. Президентские выборы 1924 года привели к власти коалиционное правительство, и лидер Консервативной партии Карлос Солорсано стал президентом, а либерал Хуан Б. Сакаса — вице-президентом. После этого силы США решили, что могут безопасно покинуть Никарагуа. Морские пехотинцы были отозваны 3 августа 1925 года. Вскоре после этого, 28 августа 1925 года, Эмилиано Чаморро, бывший президент Никарагуа и член Консервативной партии, инициировал государственный переворот: его «ультраконсервативные партизаны» захватили крепость Лома, господствовавшую над Манагуа, заставив Солорсано и Сакасу бежать из страны. Чаморро также изгнал всех либералов из Никарагуанского конгресса. Соединенные Штаты отказались признать режим Чаморро, поскольку он пришел к власти через «неконституционные средства».
В 1926 между правительством и либеральной оппозицией началась гражданская война. По итогом конфликта был подписан мирный договор. Это событие не устроило социалистов, которых возглавлял Аугусто Сандино, так как мирный договор не решил главной проблемы — американского военного присутствия.

## Ход войны
4 мая 1927 года, в день подписания мирного договора, Аугусто Сандино выпустил воззвание ко всем местным властям всех департаментов Никарагуа. В нём он обвинял либералов в предательстве, в нежелании продолжать борьбу против правительства и интервентов.
Сандино начал свою войну в очень неблагоприятной ситуации. Его силы были распылены. С самим Сандино было 100 человек (и только 60 винтовок), ещё 100 человек, с которыми он мог легко связаться, были сосредоточены в городе Эстели. Остальные сандинисты оказались отсечены от него правительственной армией и американской морской пехотой. Поэтому сначала ни новое правительство, ни американцы не восприняли Сандино всерьёз. Они послали 400 морпехов и 200 национальных гвардейцев для того, чтобы принудить Сандино сдаться. Экспедицией руководил капитан морской пехоты США Хатфилд.
16 июля сандинистам удалось взять город Окоталь. После этого населённый пункт подвергся авиационным бомбардировкам. Затем наземные силы совершили неудачную контрудар по позициям ополченцев Сандино. В результате июльских боёв за Окоталь погибло свыше 300 мирных жителей. Гибель земляков побудила местное население вступать в армию Сандино.
В сентябре 1927 года на основе сандинистской армии создана «Армии защитников национальной независимости Никарагуа».
В октябре 1927 года во время вылета на бомбардировку отряда сторонников Сандино разбился самолёт авиаэскадрильи корпуса морской пехоты США.
В январе 1928, когда американцы развернули крупное наступление на партизанскую базу «Эль Чипоте», окружили там штаб А. Сандино и принялись ежедневно бомбить базу, Сандино распространил слух о своей смерти и инсценировал собственные похороны. Американцы приостановили наступление на суше и принялись безостановочно атаковать базу с воздуха, считая, что ополченцы деморализованы гибелью командира. Войскам Сандино удалось выйти из окружения, а затем взять город Сан-Рафаэль-дель-Норте.
В апреле 1928 президентом страны стал Хуан Монкада, выдвиженец от либеральной партии. Новый президент обещал уничтожить повстанцев Сандино, но ему этого не удалось.
4 августа 1930 года при приземлении в районе города Окоталь разбился и сгорел транспортный самолёт Ford JR-3 (5-AT-C) Tri-Motor морской пехоты США (бортовой номер A8598)
В 1932 году Монкада был смещён Хуаном Сакаса. К декабрю 1932 г. под контролем ополченцев Сандино оказалась половина страны. В это время, американское командование, не добившись успехов в борьбе с сандинистами, начинает эвакуацию своих войск. Последние американские подразделения покинули Никарагуа 2 января 1933.
В конце января 1933 года было заключено перемирие между партизанами А. Сандино и правительством Х. Сакасы.
3 февраля 1933 между враждующими сторонами был подписан «Мирный протокол». Протокол предусматривал разоружение армии Сандино; роспуск национальной гвардии как «неконституционного формирования»; создание на пустующих землях нового департамента «Свет и Правда», в котором поселят на выделенных им для обработки землях партизан Сандино, причём власть в департаменте будет принадлежать сандинистам.
Однако правительство не соблюдало условия протокола. По этой причине, в августе Сандино начал возрождение своей армии. К концу месяца в городе Вивили, где располагается оперативный штаб сандинистов, сосредоточилось более 600 человек. Возобновились боевые действия.
В феврале 1934 начался второй раунд переговоров. В этот период Сандино был предательски арестован руководителем Национальной гвардии Никарагуа и расстрелян вместе с братом и несколькими ближайшими соратниками.
В марте правительственная армия атаковала поселки сандинистов. В Вивили были расстреляны 300 человек. Всего за несколько дней было устроено 39 массовых побоищ. В течение месяца бывшая армия Сандино была полностью ликвидирована.